# Сибирский федеральный университет
Сиби́рский федера́льный университе́т (Полное юридическое наименование: федеральное государственное автономное образовательное учреждение высшего образования «Сибирский федеральный университет». Сокращённое наименование: СФУ.) — высшее учебное заведение, расположенное в Красноярске. Первый в России федеральный университет. Крупнейший университет восточной части России.
Университет является одним из крупных научно-исследовательских и образовательных центров в России.
Основан в 2006 году путём объединения четырёх высших учебных заведений Красноярска. В 2012 году к нему также были присоединены Красноярский государственный торгово-экономический институт и НИИЦ «Кристалл».

## История
СФУ был создан в 2006 году в результате объединения четырёх крупнейших высших учебных заведений Красноярска: Красноярского государственного университете, Красноярской государственной архитектурно-строительной академии, Красноярского государственного технического университета и Государственного университета цветных металлов и золота. 
В 2012 году к университету приказом Министерства образования и науки Российской Федерации № 112 от 15.02.2012 были присоединены Красноярский государственный торгово-экономический институт и Научно-исследовательский инженерный центр «Кристалл». 
В попечительский совет СФУ входят представители бизнеса и промышленности, учёные, политические и общественные деятели. Председатель попечительского совета — Д. А. Медведев.
В 2013 году в университет поступило 7 тысяч человек.
В 2019 году СФУ объединял 36 научно-инновационных подразделений, среди которых НИИ, КБ, технопарки, лаборатории, центры коллективного пользования оборудованием, научно-образовательный центр, инновационные центры, центры трансфера технологий, опытные производства.
Университет входит в число участников государственной программы «Проект 5-100».
По состоянию на 2014 год в университете работало более 8 тысяч преподавателей и сотрудников.
В 2023 году университет занимал 13 место в Рейтинге крупнейших университетов России по количеству студентов, в учебном заведении учились 25 208 человек, в том числе 1004 иностранных студента.

## Ректоры
- академик РАН Евгений Александрович Ваганов — с 28 ноября 2006 года по 26 октября 2017 года.
- профессор Владимир Иннокентьевич Колмаков — исполняющий обязанности с 26 октября 2017 года по 30 июля 2019 года.
- доцент Максим Валерьевич Румянцев — с 24 марта 2020 года[17] по настоящее время.

## Структура университета
Университет состоит из двадцати институтов и трёх филиалов

Корпуса Политехнического института СФУ (бывший КГТУ)

| Подразделения Военно-учебный центр - Военная кафедра Гуманитарный институт - Кафедра всеобщей истории - Кафедра глобалистики и геополитики - Кафедра информационных технологий в креативных и культурных индустриях - Кафедра истории России - Кафедра культурологии - Кафедра рекламы и социально-культурной деятельности - Кафедра современного естествознания - Кафедра философии Инженерно-строительный институт - Отделение промышленного и гражданского строительства - Кафедра проектирования зданий и экспертизы недвижимости - Кафедра строительных конструкций и управляемых систем - Кафедра строительных материалов и технологии строительства - Отделение строительства инженерной инфраструктуры и дорог - Кафедра автомобильных дорог и городских сооружений - Кафедра инженерных систем зданий и сооружений Институт архитектуры и дизайна - Кафедра архитектурного проектирования - Кафедра геометрического моделирования и компьютерной графики - Кафедра градостроительства - Кафедра дизайна - Кафедра дизайна архитектурной среды - Кафедра основ архитектурного проектирования - Кафедра рисунка, живописи и скульптуры Институт инженерной физики и радиоэлектроники - Базовая кафедра инфокоммуникаций - Базовая кафедра радиоэлектронной техники информационных систем - Базовая кафедра физики твёрдого тела и нанотехнологий - Базовая кафедра фотоники и лазерных технологий - Кафедра общей физики - Кафедра приборостроения и наноэлектроники - Кафедра радиотехники - Кафедра радиоэлектронных систем - Кафедра теоретической физики и волновых явлений - Кафедра теплофизики - Кафедра физики № 2 - Кафедра экспериментальной физики и инновационных технологий Институт космических и информационных технологий - Базовая кафедра геоинформационных систем - Базовая кафедра интеллектуальных систем управления - Базовая кафедра информационных технологий на радиоэлектронном производстве - Информационно-телекоммуникационный центр - Кафедра высокопроизводительных вычислений - Кафедра вычислительной техники - Кафедра информатики - Кафедра информационных систем - Кафедра прикладной математики и компьютерной безопасности - Кафедра разговорного иностранного языка - Кафедра систем автоматики, автоматизированного управления и проектирования - Кафедра систем искусственного интеллекта Институт математики и фундаментальной информатики - Базовая кафедра вычислительных и информационных технологий - Базовая кафедра математического моделирования и процессов управления - Кафедра алгебры и математической логики - Кафедра высшей и прикладной математики - Кафедра высшей математики № 2 - Кафедра математического анализа и дифференциальных уравнений - Кафедра математического обеспечения дискретных устройств и систем - Кафедра теории функций Институт нефти и газа - Базовая кафедра химии и технологии природных энергоносителей и углеродных материалов - Кафедра авиационных горюче-смазочных материалов - Кафедра бурения нефтяных и газовых скважин - Кафедра геологии нефти и газа - Кафедра геофизики - Кафедра машин и оборудования нефтяных и газовых промыслов - Кафедра пожарной безопасности - Кафедра проектирования и эксплуатации газонефтепроводов - Кафедра разработки и эксплуатации нефтяных и газовых месторождений - Кафедра технологических машин и оборудования нефтегазового комплекса - Кафедра топливообеспечения и горюче-смазочных материалов Институт педагогики, психологии и социологии - Кафедра информационных технологий обучения и непрерывного образования - Кафедра общей и социальной педагогики - Кафедра психологии развития и консультирования - Кафедра современных образовательных технологий - Кафедра социологии Институт управления бизнес-процессами - Кафедра бизнес-информатики - Кафедра маркетинга - Кафедра теоретических основ экономики - Кафедра экономики и информационных технологий менеджмента - Кафедра экономики и международного бизнеса горно-металлургического комплекса - Кафедра экономики и организации предприятий энергетического и транспортного комплекса - Кафедра экономики и управления бизнес-процессами - Кафедра экономики и управления в строительном комплексе - Отделение заочного обучения - Отделения очного обучения Институт физической культуры, спорта и туризма - Кафедра физической культуры - Факультет физической культуры, спорта и туризма - Кафедра медико-биологических основ физической культуры и оздоровительных технологий - Кафедра теоретических основ и менеджмента физической культуры и туризма - Кафедра теории и методики спортивных дисциплин Институт филологии и языковой коммуникации - Отделение иностранных языков - Кафедра восточных языков - Кафедра иностранных языков для гуманитарных направлений - Кафедра иностранных языков для естественно-научных направлений - Кафедра иностранных языков для инженерных направлений - Кафедра лингвистики и межкультурной коммуникации - Кафедра русского языка как иностранного - Отделение филологии и журналистики - Кафедра журналистики - Кафедра русского языка, литературы и речевой коммуникации Институт фундаментальной биологии и биотехнологии - Базовая кафедра биотехнологии - Базовая кафедра защиты и современных технологий мониторинга лесов - Кафедра геномики и биоинформатики - Кафедра биофизики - Кафедра водных и наземных экосистем - Кафедра медицинской биологии Институт цветных металлов и материаловедения - Базовая кафедра технологии золотосодержащих руд - Кафедра геологии месторождений и методики разведки - Кафедра геологии, минералогии и петрографии - Кафедра горных машин и комплексов - Кафедра инженерного бакалавриата CDIO - Кафедра инженерной графики - Кафедра автоматизации производственных процессов и теплотехники в металлургии - Кафедра композиционных материалов и физико-химии металлургических процессов - Кафедра литейного производства - Кафедра маркшейдерского дела - Кафедра металловедения и термической обработки металлов имени В. С. Биронта - Кафедра металлургии цветных металлов - Кафедра обогащения полезных ископаемых - Кафедра обработки металлов давлением - Кафедра общей металлургии - Кафедра органической и аналитической химии - Кафедра открытых горных работ - Кафедра подземной разработки месторождений - Кафедра технической механики - Кафедра технологии и техники разведки - Кафедра техносферной безопасности горного и металлургического производства - Кафедра физической и неорганической химии - Кафедра фундаментального естественнонаучного образования - Кафедра шахтного и подземного строительства - Кафедра электрификации горно-металлургического производства Институт экологии и географии - Кафедра географии - Кафедра охотничьего ресурсоведения и заповедного дела - Кафедра экологии и природопользования Институт экономики, государственного управления и финансов - Высшая школа управления и бизнеса - Заочный экономический факультет - Факультет дополнительного профессионального образования государственных и муниципальных служащих - Экономический факультет - Кафедра бухгалтерского учёта и статистики - Кафедра делового иностранного языка - Кафедра международных экономических отношений - Кафедра менеджмента ИЭУиП - Кафедра социально-экономического планирования - Кафедра управления человеческими ресурсами - Кафедра финансов - Кафедра экономических теорий Политехнический институт - Механико-технологический факультет - Кафедра диагностики и безопасности технических систем - Кафедра конструкторско-технологического обеспечения машиностроительных производств - Кафедра материаловедения и технологии обработки материалов - Кафедра машиностроения - Кафедра начертательной геометрии и черчения - Кафедра прикладной механики - Кафедра стандартизации, метрологии и управления качеством - Кафедра технологических машин и оборудования - Факультет транспорта - Кафедра подъёмно-транспортных машин и роботов - Кафедра транспорта - Кафедра транспортных и технологических машин - Факультет энергетики - Кафедра инженерной экологии и безопасности жизнедеятельности - Кафедра робототехники и технической кибернетики - Кафедра тепловых электрических станций - Кафедра теплотехники и гидрогазодинамики - Кафедра химии - Кафедра электрических станций и электроэнергетических систем - Кафедра электротехнических комплексов и систем - Кафедра электротехнологии и электротехники Институт торговли и сферы услуг - Отделение среднего профессионального образования - Товарноведно-технологический факультет - Кафедра валеологии - Кафедра гуманитарных наук - Кафедра технологии и организации общественного питания - Кафедра товароведения и экспертизы товаров - Учётно-экономический факультет - Кафедра бухгалтерского учёта, анализа и аудита - Кафедра математических методов и информационных технологий - Факультет экономики и управления - Кафедра иностранных языков - Кафедра менеджмента ТЭИ - Кафедра торгового дела и маркетинга - Кафедра экономики и планирования Юридический институт - Отделение социальной работы - Кафедра теории и методики социальной работы - Отделение сравнительного правоведения - Отделение юриспруденции - Базовая кафедра следственной практики - Кафедра адвокатской практики - Кафедра гражданского права - Кафедра гражданского процесса - Кафедра деликтологии и криминологии - Кафедра иностранного права и сравнительного правоведения - Кафедра истории государства и права - Кафедра коммерческого, предпринимательского и финансового права - Кафедра конституционного, административного и муниципального права - Кафедра криминалистики - Кафедра международного права - Кафедра прокурорского надзора - Кафедра теории государства и права - Кафедра трудового и экологического права - Кафедра уголовного права - Кафедра уголовного процесса Институт гастрономии - Базовая кафедра «Высшая школа гастрономии от Institut Paul Bocuse» - Базовая кафедра «Высшая школа ресторанного менеджмента» - Центр инноваций и инвестиций - Центр взаимодействия с внешними контрагентами - Центр дополнительного профессионального образования - Центр международного сотрудничества |

| Филиалы - Лесосибирский педагогический институт - Саяно-Шушенский филиал - Хакасский технический институт Также в состав университета входит библиотечно-издательский комплекс. |

## Научная деятельность

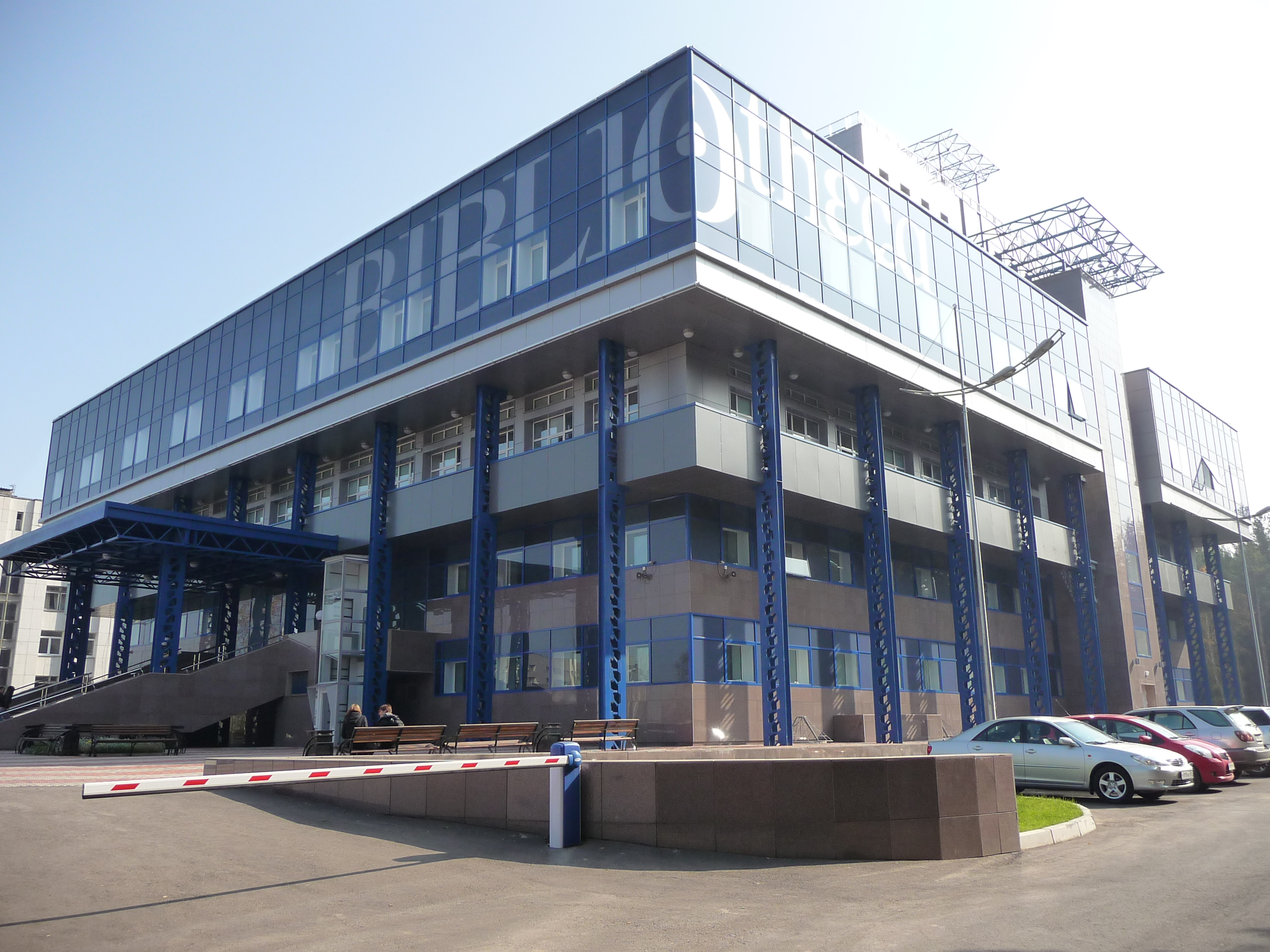
Библиотека СФУ

В СФУ работают лаборатории лауреата Нобелевской премии Осаму Симомуры, профессора микробиологии МТИ Энтони Джона Сински и основателя Института биогеохимии Немецкого научного общества Макса Планка профессора Эрнста-Делфе Шульце, а также геномная лаборатория профессора Техасского агромеханического университета и Гёттингенского университета, ведущего научного сотрудника Института общей генетики имени Н. И. Вавилова РАН Константина Крутовского.

## Эндаумент
В 2007 году университетом зарегистрирована организация «Фонд целевого капитала развития СФУ», определены основные подходы к формированию и использованию целевого капитала. Тогда же Межведомственной рабочей группой по приоритетному национальному проекту «Образование» Совета при президенте Российской Федерации по реализации приоритетных национальных проектов и демографической политике в 2007—2009 годах была утверждена «Программа развития Сибирского федерального университета на 2007—2010 гг.», по которой общий объём средств составил 10,9 млрд руб., из них 6,6 млрд руб. было выделено в рамках приоритетного национального проекта «Образование». В том же году был принят закон Красноярского края «О государственной поддержке Сибирского федерального университета», по которому из бюджета Красноярского края на развитие вуза на 2007—2011 годы было направлено более 1,9 млрд рублей.
К 2024 году эндаумент СФУ составил около 22 млн рублей.

## Репутация и рейтинги
- Times Higher Education — 1001-1200 место World University Rankings 2024, 351—400 место Emerging Economies 2020[22]
- Национальный рейтинг университетов России по версии «Интерфакс» и «Эхо Москвы»  — 17 место среди 368 представленных в общем рейтинге[23]
- Рейтинг 100 лучших российских вузов рейтингового агентства RAEX (РАЭКС-Аналитика) — 24 место[24]
- Международный рейтинг «Три миссии университета» — 651-700 место [25]
- Рейтинг влиятельности вузов России (RAEX), 2023 год - 24 место[26]
- Предметные рейтинги RAEX - университет входит в список лучших по 21 направлению подготовки[27].
- Лучшие вузы по востребованности выпускников работодателями — 21 место[28]
- Ranking Web of World Universities[29] — 16 место среди вузов РФ, 1164 место среди вузов мира, представленных в рейтинге[30]
- Academic Ranking of World Universities-European Standard ARES-2020 — 9 место и рейтинг АA+ среди 278 вузов страны[31]
- 4 International Colleges&Universities (4ICU) — 17 место[32] среди российских вузов
- QS Stars — четыре из пяти звёзд[33]
- QS EECA — 109 место[34]

## Спорт
При университете есть регбийная команда. В 2011 году она провела у себя дома товарищеский матч с командой Оксфордского университета.

#### Другие секции университета
- Водные виды спорта: плавание, подводное плавание
- Зимние виды спорта: биатлон, горные лыжи, лыжные гонки, сноуборд, спортивное ориентирование на лыжах
- Игровые виды спорта: баскетбол (женщины, мужчины), волейбол (женщины, мужчины), мини-футбол (женщины, мужчины), настольный теннис, регби, хоккей, шахматы
- Легкая атлетика
- Скалолазание
- Спортивные единоборства: бокс, вольная борьба, греко-римская борьба, дзюдо, самбо
- Спортивный туризм
- Тяжелая атлетика: пауэрлифтинг[36]

## Резонансные события
В интервью корреспонденту «Новой газеты» Алексею Тарасову бывший старший преподаватель кафедры гуманитарных наук Торгово-экономического института СФУ Михаил Константинов, рассказывая о том, как в 1990-е годы один раз был членом приёмной комиссии в КГТЭИ и, наряду с «правильным» приёмом экзаменов, ставил нужные оценки «блатным» студентам, высказал мнение, что в 2000-е годы никаких изменений в высшем учебном заведении не произошло, а «коррупция проела абсолютно всё, она просто норма в вузе, и все люди, там работающие, не видят в этом ничего необычного, они встроены в эту систему и спокойно в ней существуют». Сам Константинов ранее был уволен из Торгово-экономического института, написав заявление по собственному желанию из-за показа студентам во время занятий фильма Алексея Навального «Он вам не Димон», что было расценено руководством высшего учебного заведения (как уже неоднократно имевшее место не целевое использование учебного времени и запрещённая уставом и федеральным законом «Об образовании») как политическая агитация, когда вместо занятий по дисциплине «История мировой культуры и искусства» преподаватель показывал фильм политического содержания.
В интервью телеканалу ТВК Константинов рассказал, что мысль показать фильм после его выхода пришла ему в голову, поскольку «решил, что это хороший ответ на вопрос. Федеральный вуз, нужны деньги на окна, а где они? Вот Алексей Навальный на все вопросы ответил», а в интервью корреспонденту интернет-издания Meduza Евгению Бергу отметил, что зимой во время занятий «в холодной аудитории, где окна были обклеены полиэтиленом» у него возник вопрос. почему «у ведущего вуза Сибири нет денег на покупку нормальных окон, почему у государства их нет» и указанный фильм, по его мнению, «очень хорошо ответил на этот вопрос». Кроме того он рассказал Бергу, что признавая свой проступок, не стремился заниматься пропагандой, поскольку дал свою оценку Навальному и не является «его горячим сторонником», как и не считает, что сторонниками Навального являются большинство студентов, с которым после показа была проведена дискуссия «о том, куда уходят деньги государства, а не о предвыборной борьбе». В свою очередь, Навальный в своём блоге предложил Константинову юридическую помощь, но тот отказался от подачи искового заявления в суд. Из коллег по кафедре никто не высказался в поддержку Константинова, а мнения его студентов о случившемся разделились. Заведующая кафедрой политологии КГПУ имени В. П. Астафьева Марина Константинова, когда-то работавшая вместе с Михаилом, согласившись с тем, что случившееся «это, конечно, невыполнение профессиональных обязанностей, которое может повлечь за собой выговор, приглашение его на аттестационную комиссию, чтобы проверить его профессиональные способности, потому что речь идет именно о профессиональных способностях», вместе с тем высказала мнение, что «это не повод для увольнения» и «не повод для того, чтобы мотивировать человека и просить его уволиться».

## Печатные издания

### Журнал СФУ
«Журнал Сибирского федерального университета» (создан решением учёного совета от 23.04.07 г. (протокол № 4)) включающий в себя пять тематических серий. Журнал выходит на русском и английском языках один раз в квартал. Все серии включены в список журналов ВАК, в РИНЦ и Google Scholar, а серия «Математика и физика» в Math-Net.Ru и в Scopus. Также в Scopus входит серия «Гуманитарные науки».
Редакционный совет
- академик РАН Е. А. Ваганов (председатель)

Члены
- академик РАН И. И. Гительзон
- академик РАН В. Ф. Шабанов
- член-корреспондент РАН, доктор физико-математических наук А. Г. Дегерменджи
- член-корреспондент РАН, доктор физико-математических наук В. Л. Миронов
- член-корреспондент РАН, доктор физико-математических наук Г. Л. Пашков
- член-корреспондент РАН, доктор физико-математических наук В. В. Шайдуров

серии
- «Журнал Сибирского федерального университета. Серия: Биология» 
(англ. Journal of Siberian Federal University. Biology)[45]

Обложка первого номера серии «Биология»

- Редакционная коллегия: кандидат биологических наук, сотрудник ИБФ СО РАН Е. С. Кравчук (ведущий редактор); доктор физико-математических наук, сотрудник ИБФ СО РАН С. И. Барцев; доктор биологических наук, сотрудник  ИБФ СО РАН А. Я. Болсуновский; доктор биологических наук, профессор ИБФ СО РАН Т. Г. Волова; доктор биологических наук, профессор Н. А. Гаевский; доктор биологических наук, профессор ИСиЭЖ СО РАН В. В. Глупов; кандидат биологических наук ИБФ СО РАН Е. С. Задереев; доктор биологических наук, сотрудник Всероссийского научно-исследовательского института рыбного хозяйства и океанографии М. Г. Карпинский; доктор биологических наук, профессор СФУ В. А. Кратасюк; доктор биологических наук, профессор Институт леса СО РАН Е. Н. Муратова; доктор биологических наук, профессор ИБФ СО РАН Н. Н. Сущик; доктор биологических наук, профессор научно-практического центра НАН Белоруссии по биоресурсам, член-корреспондент НАН Белоруссии В. П. Семенченко; профессор Аризонского университета М. К. Хьюз; профессор Университета Джорджии Дж. Ли; профессор Киотского университета А. Осава; профессор Морской биологической лаборатории О. Синомура; профессор Университета Махатмы Ганди С. Томас.

- «Журнал Сибирского федерального университета. Серия: Гуманитарные науки» 
(англ. Journal of Siberian Federal University. Humanities & Social Sciences)[46]

Обложка первого номера серии «Гуманитарные науки»

Обложка первого номера серии «Математика и физика»

Обложка первого номера серии «Техника и технологии»

Обложка первого номера серии «Химия»

- Редакционная коллегия: доктор философских наук, профессор СФУ Н. П. Копцева (ведущий редактор); профессор Абердинского университета Д. Андерсон; хабилитированный доктор по психологии, адъюнкт-профессор БИПМ Г. М. Бреслав; кандидат философских наук, доцент НовГУ имени Ярослава Мудрого С. В. Девяткин; доктор права, профессор Карлова университета М. Дамохорский; доктор права, профессор Университета Пассау Х. Г. Дедерер; доктор юридических наук, профессор СФУ А. В. Дёмин; доктор юридических наук, профессор СФУ С. А. Дробышевский; доктор экономических наук, профессор СФУ Е. В. Зандер; доктор философских наук, профессор УрФУ имени первого Президента России Б. Н. Ельцина Т. Х. Керимов; кандидат исторических наук М. А. Колеров; доктор филологических наук, профессор СФУ Г. А. Копнина, доктор психологических наук, адъюнкт-профессор Говардского университета А. А. Кроник; доктор филологических наук, профессор СФУ Л. В. Куликова; доктор филологических наук, профессор СФУ О. В. Магировская, кандидат исторических наук, доцент СФУ П. В. Мандрыка; доктор философских наук, профессор СПбГУ Б. В. Марков; кандидат философских наук, доктор социологических наук, профессор СФУ В. Г. Немировский; доктор педагогических наук, профессор КГПУ имени В. П. Астафьева Н. И. Пак; доктор исторических наук, доктор искусствоведения, профессор ЮУрГУ Н. П. Парфентьев; доктор искусствоведения, профессор ЮУрГУ Н. В. Парфентьева; профессор Род-Айлендского университета Н. Петро; кандидат экономических наук, доцент СФУ И. С. Пыжев; профессор Университета Тромсё Йовинд Равна; доктор филологических наук, профессор СПбГУЭФ И. Б. Руберт; доктор философских наук, профессор СПбГУ и РХГА Р. В. Светлов; член-корреспондент РАН, доктор философских наук, профессор ГАУГН А. В. Смирнов; академик РАО, доктор  педагогических наук, профессор СФУ О. Г. Смолянинова, член-корреспондент РАН доктор экономических наук, профессор НГУ В. И. Суслов; доктор педагогических наук, профессор МГПУ Е. Г. Тарева; профессор БМА К. Ужуле; кандидат юридических наук, доктор психологических наук, профессор СФУ Б. И. Хасан.

- «Журнал Сибирского федерального университета. Серия: Математика и физика» 
(англ. Journal of Siberian Federal University. Mathematics & Physics)[47]

- Редакционная коллегия: доктор физико-математических наук, профессор СФУ А. М. Кытманов (ведущий редактор); доктор физико-математических наук, профессор Университета Бар-Илана Л. А. Айзенберг; доктор физико-математических наук, профессор ИВМ СО РАН В. К. Андреев; доктор физико-математических наук, профессор СФУ Ю. Я. Белов; доктор физико-математических наук, профессор КГПУ имени В. П. Астафьева А. М. Баранов; доктор физико-математических наук, профессор ИФ СО РАН В. В. Вальков; доктор физико-математических наук член-корреспондент РАН, профессор ИМ СО РАН С. С. Гончаров; доктор физико-математических наук, профессор СибГТУ Ю. В. Захаров; профессор Королевского технологического института А. А. Лаптев; доктор физико-математических наук, профессор СФУ В. М. Левчук; доктор физико-математических наук, профессор СибГАУ имени академика А. Ф. Решетнёва Ю. Ю. Логинов; доктор физико-математических наук, профессор СФУ М. В. Носков; доктор физико-математических наук, профессор ИФ СО РАН С. Г. Овчинников; доктор физико-математических наук, профессор СФУ Г. С. Патрин; доктор физико-математических наук, профессор Национального университета Узбекистана А. С. Садуллаев; доктор физико-математических наук, профессор Потсдамского университета Н. Н. Тарханов; доктор физико-математических наук, профессор СФУ А. К. Цих.

- «Журнал Сибирского федерального университета. Серия: Техника и технологии» 
(англ. Journal of Siberian Federal University. Engineering & Technologies)[48]

- Редакционная коллегия: доктор технических наук, профессор СФУ В. А. Кулагин (ведущий редактор); доктор технических наук, профессор СФУ Е. Н. Гарин (заместитель ведущего редактора); доктор технических наук, профессор СибГТУ Ю. Д. Алашкевич; академик Академии наук Монголии, доктор технических наук, профессор Монгольского университета науки и технологии С. Т. Батмунх; доктор технических наук, профессор СПбПУ Ю. Б. Галеркин; член-корреспондент РАН, доктор технических наук, профессор, главный научный сотрудник ИНГГ СО РАН Г. И. Грицко; доктор технических наук, профессор СФУ Н. Н. Довженко; доктор технических наук, профессор Института горной промышленности и специального подземного строительства Карстен Дребенштедт; член-корреспондент РАН, доктор физико-математических наук, профессор ИМКЭС СО РАН В. В. Зуев; доктор технических наук, профессор Харбинского политехнического университета Ли Фен-Чэнь; член-корреспондент РАН, доктор технических наук, профессор НГУ Д. М. Маркович; член-корреспондент РАН, доктор физико-математических наук, профессор СибГАУ имени академика М. Ф. Решетнёва В. Л. Миронов; доктор технических наук, профессор СФУ В. В. Москвичев; доктор технических наук, профессор Ганноверского университета Вильгельма Лейбница Бернард Наке; доктор технических наук, профессор КИГИТ В. А. Никулин; доктор физико-математических наук, профессор Датского технического университета В. Л. Окулов; доктор технических наук, профессор Университета Нового Южного Уэльса О. Островский; доктор технических наук, профессор Норвежского университета науки и технологии Харальд А. Ойе; доктор технических наук, профессор СФУ В. И. Пантелеев; член-корреспондент Академии наук Республики Татарстан, доктор технических наук, профессор КнАТУ И. Г. Хисамеев; член-корреспондент РАН, доктор физико-математических наук, профессор КНЦ СО РАН В. В. Шайдуров; доктор сельскохозяйственных наук, профессор Международного института прикладного системного анализа (МИПСА) А. З. Швиденко.

- «Журнал Сибирского федерального университета. Серия: Химия» 
(англ. Journal of Siberian Federal University. Chemistry)[49]

- Редакционная коллегия: доктор химических наук, профессор Б. Н. Кузнецов (ведущий редактор); доктор химических наук, доцент ИХХТ СО РАН Н. В. Чесноков; доктор технических наук, профессор ИХН СО РАН Л. К. Алтунина; доктор химических наук, профессор АлтГУ Н. Г. Базарнова; доктор химических наук, профессор ИрИХ СО РАН В. А. Бабкин; доктор химических наук, профессор СФУ В. М. Денисов; член-корреспондент РАН, доктор химических наук, профессор ФИЦ УУХ СО РАН З. Р. Исмагилов; доктор химических наук, профессор СФУ С. В. Качин; доктор химических наук, профессор СФУ С. Д. Кирик; член-корреспондент РАН, доктор химических наук, профессор ИППУ СО РАН В. А. Лихолобов; доктор химических наук, главный научный сотрудник ИХХТ СО РАН Ю. Л. Михлин; член-корреспондент РАН, доктор технических наук, профессор ИХХТ СО РАН Г. Л. Пашков; доктор химических наук, профессор ИХХТ СО РАН А. И. Рубайло; доктор технических наук, профессор Т. В. Рязанова; доктор химических наук, профессор НГУ В. А. Собянин; доктор химических наук, профессор ИХХТ СО РАН В. Е. Тарабанько; ИнФОВ НАН Украины Т. Г. Шендрик; академик НАН Беларуси доктор химических наук, профессор, Института химии новых материалов НАН Беларуси В. Е. Агабеков; доктор химических наук, профессор, ведущий научный сотрудник ИК СО РАН О. П. Таран; профессор Института углехимии Винсенте Л. Цеболла; профессор Барселонского университета К. М. Нейман; профессор Университета Лотарингии Ален Сельзард;

### Другие
научные журналы
- ежегодный сборник «Человек и язык в коммуникативном пространстве: сборник научных статей» (до 2012 года — «Взаимодействие языка и культуры в коммуникации и тексте: сборник научных статей»)[50]
- журнал «Экология языка и коммуникативная практика». Основан в 1996 году, современное название с 2013 года[8][51]
- журнал «Siberia Lingua». Основан в 2010 году[8].

периодика
- корпоративная газета «Новая университетская жизнь»[52]
- газета «Сибирский форум. Интеллектуальный диалог»